# Dammholm
Dammholm (dänisch: Damholm) ist ein Dorf auf der Halbinsel Angeln im Kreis Schleswig-Flensburg in Schleswig-Holstein. Seit dem 1. März 2013 ist es ein Ortsteil der Gemeinde Mittelangeln.

## Geschichte
Der Ortsname bedeutet wörtlich Holm, d. h. ein höher gelegenes Land bzw. eine Erhöhung zwischen Teichen zu dän. dam (≈Teich). 1630 war der Name des Orts tho Holm, der heutige Ortsname wurde 1718 erstmals erwähnt. Im Zuge der Gebietsreform der 1970er Jahre verlor die Gemeinde Dammholm ihre Eigenständigkeit und kam zur Gemeinde Havetoftloit. Mit deren Auflösung am 1. März 2013 kam Dammholm zur neu gebildeten Gemeinde Mittelangeln.    
In Dammholm befand sich das gleichnamige Dorfmuseum, das im August 2012 aufgelöst wurde.

## Persönlichkeiten
- Jacob Asmussen (1794–1850), Lehrer, Dozent und Politiker